# لص بغداد (فلم 1940)
لص بغداد (بالإنجليزية: The Thief of Bagdad) هو فيلم تكنوكولور تم إنتاجه في المملكة المتحدة وصدر في سنة 1940.

## بطولة
- كونراد فايت

## ترشيحات وجوائز
| السنة | الجائزة  | الفئة              | النتيجة |
| ----- | -------- | ------------------ | ------- |
| 1940  | الأوسكار | أفضل تصوير سينمائي | فوز     |
| 1940  | الأوسكار | أفضل تصميم إنتاج   | فوز     |
| 1940  | الأوسكار | أفضل تأثيرات بصرية | فوز     |

## وصلات خارجية
- مقالات تستعمل روابط فنية بلا صلة مع ويكي بيانات